# جاك ميرسون
جاك ميرسون (بالإنجليزية: Jack Merson) هو لاعب كرة قاعدة أمريكي، ولد في 17 يناير 1922 في إلكريدج في الولايات المتحدة، وتوفي بنفس المكان في 28 أبريل 2000.